# Містечко музики (Париж)

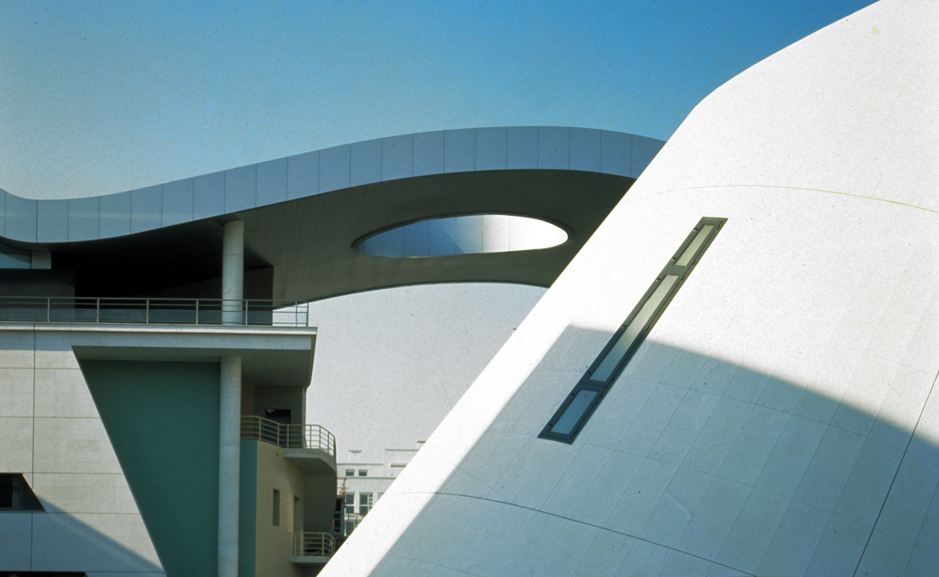
Вид на частини Cité de la Musique

48°53′23″ пн. ш. 2°23′38″ сх. д. / 48.889722222222° пн. ш. 2.3938888888889° сх. д.
Містечко музики Cité de la musique) — ансамбль закладів, присвячених музиці. Він є частиною Парку Ла-Вілетт — розташований у районі Ла Вілетт, у 19 окрузі Парижа. Воно було споруджене архітектором Крістіаном де Порзампарком і урочисто відкрите у 1995 році .

## Ансамбль будівель, установи
Містечко Музики включає:
- амфітеатр
- концертний зал на 800—1000 глядачів
- музей інструментів
- виставкові зали
- приміщення студії
- Кімната для важливої документації

Містечко Музики також має традиційний зал Плеєль у 8 окрузі Парижа.

## Музей музики

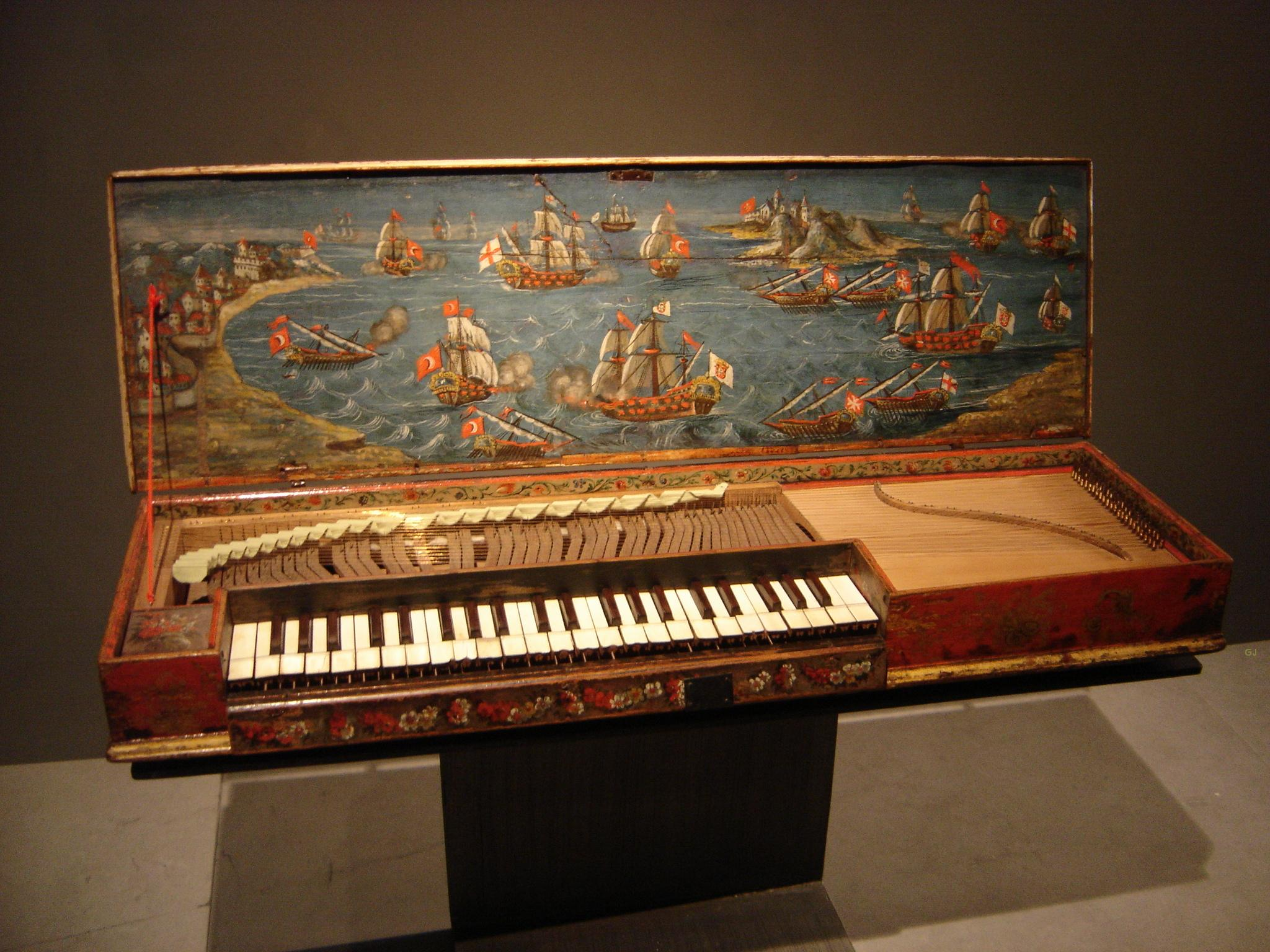
Клавікорд, Лепант, (16 століття) Століття), Італія

У музеї виставлена колекція із сотень музичних інструментів, зібраних Паризькою консерваторією. Переважно це інструменти класичної та популярної музики 17-18 століть. Від 19 століття до наших днів: лютні, скрипки з Італії (Антоніо Страдіварі, Гварнері, Ніколо Аматі), французькі та фламандські клавесини, фортепіано французьких майстрів Себастьєна Ерара та Ігнаса Плеєля, саксофони Адольфа Сакса тощо.

Інструменти презентовані за епохою та типом. Відвідувачі можуть послухати коментарі про інструменти та музику в навушниках, які видаються біля входу.

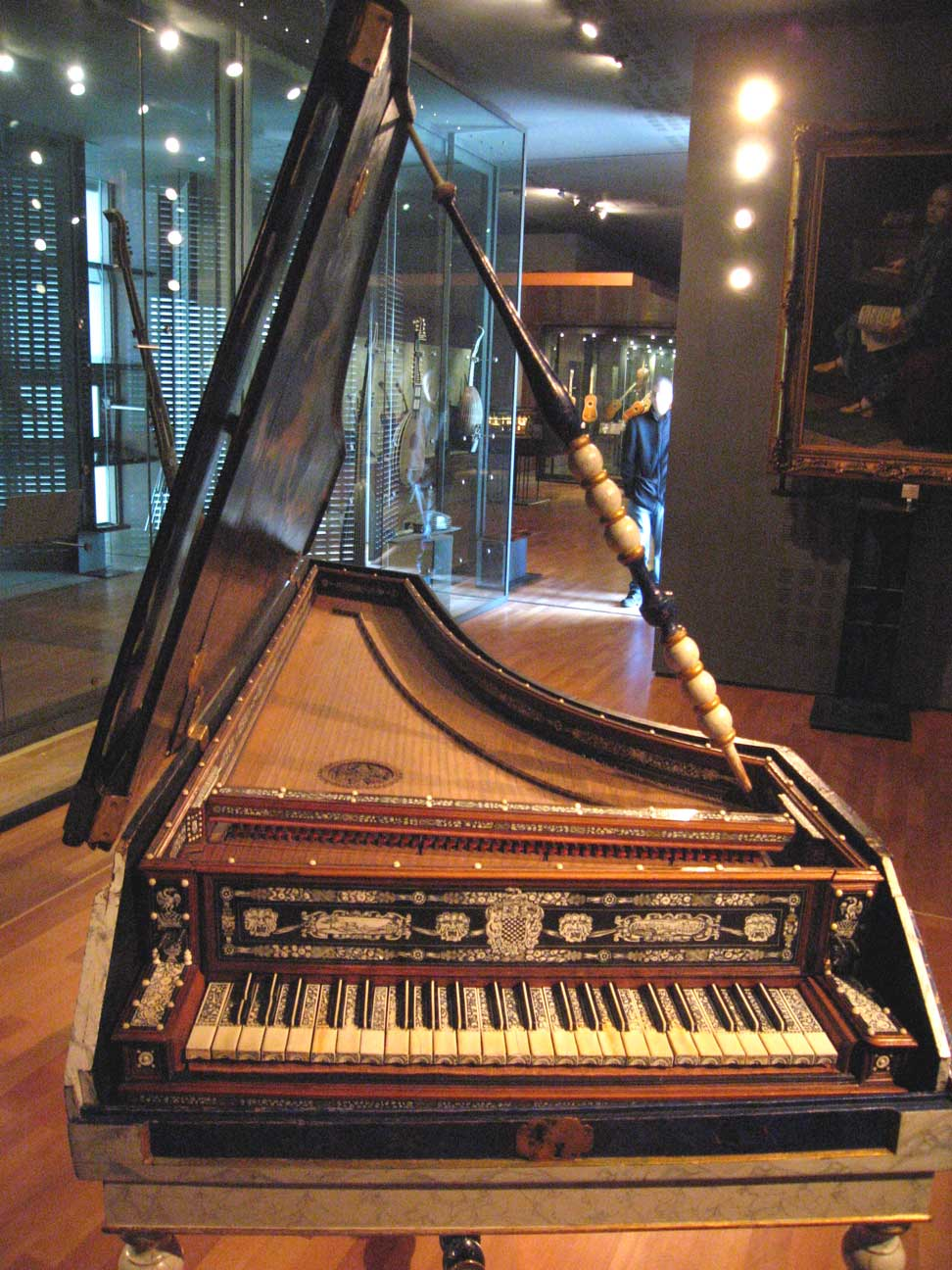
Клавесин, 1677, Болонья, Італія
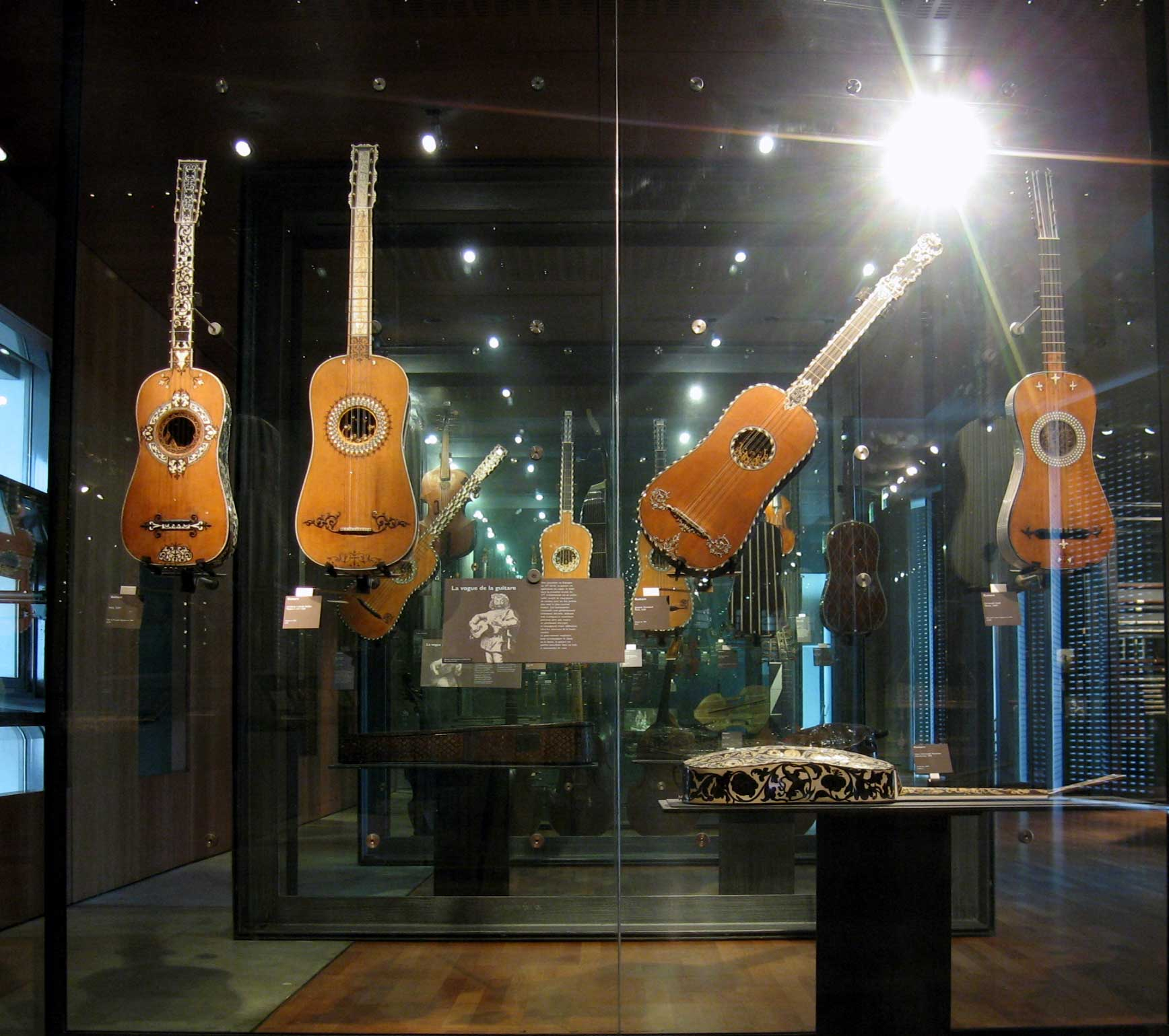
Гітари (17 століття)
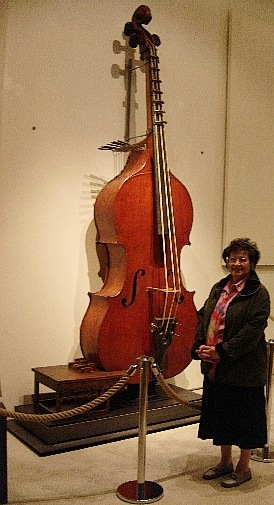
Октобас, Війом (19 ст століття)

## Паризька філармонія
Паризьку філармонію, великий симфонічний концертний зал на 2400 місць, будівництво якого неодноразово відкладалося, було відкрито 14 січня 2015 року. Архітектор — Жан Нувель.
З 2015 року органобудівна компанія Rieger побудувала новий орган для великої зали. Інструмент був завершений у 2016 році та має 91 регістр на чотирьох мануалах і педалі.